# خشال
الخُشَالُ أو المُلاَّحُ (الاسم العلمي: Reaumuria) هو جنس نبات من الفصيلة الطرفاوية.